# Federació Romanesa de Futbol
La Federació Romanesa de Futbol (en romanès: Federaţia Română de Fotbal (FRF)) dirigeix el futbol a Romania.
És l'encarregada d'organitzar la Lliga romanesa de futbol de segona i tercera divisió, les lligues amateurs, la Copa romanesa de futbol, el futbol sala, les competicions femenines i la Selecció de futbol de Romania. Té la seu a Bucarest.

## Història
La primera associació de futbol de Romania es va fundar a l'octubre de 1909, sota el nom d'ASAR (Associació de Societats Atletiques de Romania), que incloïa els tres clubs de futbol existents en aquell moment: Colentina CA i Olimpia SC (tots dos de Bucarest) i United AC de Romania. Ploiesti. La primera competició nacional de futbol, la "Copa ASAR" va tenir lloc entre desembre de 1909 i gener de 1910. L'1 de desembre de 1912, l'òrgan rector de les activitats futbolístiques es va convertir en la Comissió de Futbol-Associació, comissió que formava part de la UFSR (Unió de Federacions esportives de Romania)
El 16 de febrer de 1930 es va constituir l'Associació Romanesa de Futbol, un organisme independent amb autoritat legal i que va organitzar la participació de Romania al Campionat Mundial de Futbol de l'Uruguai, a partir del mateix any. La federació és admesa a la FIFA després del Congrés de Budapest de 1931.
El 4 de maig de 2009, amb motiu del 100è aniversari de la seva fundació, la Federació Romanesa de Futbol va rebre l'Ordre "Mèrit Esportiu", 2a classe, "per tota l'activitat al servei de l'esport romanès, per la contribució feta a promoure la imatge de Romania al món.